# Droga wojewódzka 299
Die Droga wojewódzka 299 (DW 299) ist eine einen Kilometer lange Droga wojewódzka (Woiwodschaftsstraße) in der polnischen Woiwodschaft Kujawien-Pommern, die den Bahnhof in Gniewkowo mit der Droga krajowa 15 verbindet. Die Strecke liegt im Powiat Inowrocławski.

## Streckenverlauf
Woiwodschaft Kujawien-Pommern, Powiat Inowrocławski
-  Gniewkowo (Argenau) (DK 15, DW 246)